# 호모토피 원리
편미분 방정식 이론에서, 호모토피 원리(homotopy原理, 영어: homotopy principle 호모토피 프린시플[*], h-principle 에이치 프린시플[*])는 특별한 편미분 방정식의 경우, 그 해의 존재 등의 성질이 호모토피 이론으로 결정된다는 성질이다.

## 정의
매끄러운 올다발
{\displaystyle \pi \colon E\twoheadrightarrow M}
가 주어졌다고 하자. 이제, 그 {\displaystyle k}차 제트 다발
{\displaystyle \operatorname {J} ^{k}(E)\twoheadrightarrow M}
및 (단사 함수인) 제트 연장
{\displaystyle \operatorname {j} ^{k}\colon \operatorname {\Gamma } ^{\infty }(M,E)\to \operatorname {\Gamma } ^{\infty }(M,\operatorname {J} ^{k}(E))}
을 생각하자.
{\displaystyle E}의 단면에 대한 {\displaystyle k}차 편미분 방정식은 제트 다발 {\displaystyle \operatorname {J} ^{k}(E)}의 매끄러운 부분 다양체
{\displaystyle P\hookrightarrow \mathrm {J} ^{k}(E)}
이며, 그 해의 공간은
{\displaystyle \operatorname {Sol} (P)=\{s\in \operatorname {\Gamma } ^{\infty }(M,E)\colon \operatorname {im} (\operatorname {j} ^{k}(s))\subseteq P\}}
이다.
편미분 방정식 {\displaystyle P}의 비홀로노믹 해(非holonomic解, 영어: nonholonomic solution)의 공간은
{\displaystyle \operatorname {nhSol} ^{k}(P)=\{s\in \operatorname {\Gamma } ^{\infty }(M,\operatorname {J} ^{k}(E))\colon \operatorname {im} s\in P\}}
이다. 그렇다면, 제트 다발에 의하여 단사 함수
{\displaystyle \operatorname {j} ^{k}\colon \operatorname {Sol} (P)\hookrightarrow \operatorname {nhSol} ^{k}(P)}
가 주어진다. (비홀로노믹 해와 구별하기 위하여, {\displaystyle P}의 참된 해는 “홀로노믹 해”라고 한다.)
만약 다음 조건이 성립한다면, {\displaystyle P}가 호모토피 원리를 만족시킨다고 한다.
모든 비홀로노믹 해의 공간은 (홀로노믹) 해의 공간과 호모토피 동치이다. 즉, {\displaystyle \operatorname {nhSol} ^{k}(P)}의 모든 경로 연결 성분이 {\displaystyle \operatorname {Sol} (P)}의 원소를 하나 이상 포함한다.

## 성질
매끄러운 올다발 {\displaystyle E\twoheadrightarrow M}의 {\displaystyle k}차 편미분 방정식
{\displaystyle P\subseteq \operatorname {J} ^{k}(E)}
가 호모토피 원리를 만족시킨다고 하자. 그렇다면, {\displaystyle P}의 해가 존재할 필요 충분 조건은 {\displaystyle \operatorname {nhSol} ^{k}(P)}가 공집합이 아닌지 여부이다. 이는 보통 {\displaystyle P}의 해를 찾는 것보다 더 쉬우며, 보통 호모토피 이론에만 의존한다.

## 예
두 매끄러운 다양체 {\displaystyle M}, {\displaystyle N}에 대하여, 몰입
{\displaystyle M\twoheadrightarrow N}
의 존재는 일종의 1차 편미분 방정식
{\displaystyle \operatorname {\Gamma } ^{\infty }(M,P)=\{\operatorname {rk} (\mathrm {D} f)=\dim M\}\subseteq \operatorname {\Gamma } ^{\infty }(N,\operatorname {J} ^{1}(M,N))}
이다. 이는 호모토피 원리를 만족시키며, 따라서 몰입의 존재 및 몰입의 호모토피류들의 분류는 호모토피 이론만으로 결정된다.

## 역사
스티븐 스메일이 원래 몰입에 대한 호모토피 원리를 증명하였으나, 그는 “호모토피 원리”라는 개념이나 용어를 사용하지 않았다. 스메일은 이를 바탕으로, 2차원 구의 3차원 유클리드 공간으로의 몰입의 호모토피류가 하나 밖에 없음을 계산하였다.
이후, 야코프 마트베예비치 엘리아시베르크(러시아어: Яков Матвеевич Элиашберг, 1946~)와 미하일 그로모프, 앤서니 필립스(영어: Anthony V. Phillips, 1938~)가 스메일의 업적을 일반화하여 호모토피 이론의 이론을 제창하였다.

## 참고 문헌
- Eliashberg, Y.; Mishachev, Nikolai M. (2002). 《Introduction to the h-principle》 (영어). American Mathematical Society.